# Bopyrissa liberorum
Bopyrissa liberorum är en kräftdjursart som beskrevs av Clements Robert Markham 1985. Bopyrissa liberorum ingår i släktet Bopyrissa och familjen Bopyridae. Inga underarter finns listade i Catalogue of Life.